# 101 далматинец (роман)
«Сто один далматинец» («101 далматинец», англ. The Hundred and One Dalmatians) — сказочный роман британской писательницы Доди Смит. Роман рассказывает историю щенков далматина, похищенных миллионершей Стервеллой де Виль, которая собирается использовать их шкуру для производства модной одежды, и их последующего спасения. Повесть дважды экранизировалась студией Уолта Диснея — в 1961 году как анимационный и в 1996 году как игровой фильм, а также легла в основу мультипликационного сериала этой же студии. Продолжением книги является роман Доди Смит «Лай звёздного света» (1967); обе экранизации в свою очередь сопровождались сиквелами (анимационным «101 далматинец 2: Приключения Патча в Лондоне» и игровым «102 далматинца»), сюжетно не связанными с «Лаем звёздного света».

## Сюжет
У живущих с супругами Дирли (англ. Dearly, в русском переводе Милоу) далматинов Понго и Миссис рождаются их первые щенки. Вскоре, однако, малышей похищают. Загадку исчезновения щенков не может решить даже Скотланд-Ярд, и собакам-родителям приходится заняться поисками самостоятельно. Выясняется, что щенков с помощью своих подручных братьев Бэдданс (англ. Badduns, в русских переводах Негодяйло, Паршивенсы, Бякины) похитила эксцентричная и жестокая миллионерша Круэлла де Виль (англ. Cruella De Vil, в русских переводах Стервелла Де Виль, Лютелла Д’явол, Мерзела Д’Яволь), которая намерена содрать с них и множества других щенков-далматинцев шкуру, чтобы сшить из неё модную шубу. Понго, Миссис и их друзья-животные организуют операцию по спасению щенков.
В 1967 году был издан роман-продолжение «Лай звёздного света» (или «Звёздный лай», англ. Starlight Barking), в котором инопланетный пёс Сириус собирается забрать с Земли всех бездомных собак, но ему препятствуют в этом в том числе выросшие персонажи «Ста одного далматинца», боящиеся, что без собак люди быстро погубят свой мир.

## Адаптации
Доди Смит продала права на экранизацию «Сто одного далматинца» студии Уолта Диснея. В 1961 году эта студия выпустила одноимённый анимационный фильм, ставший блокбастером, отчисления от которого обеспечили семью Смит на десятилетия. В 1996 году сюжет был использован студией Диснея при съёмке одноимённого игрового фильма с Гленн Клоуз в роли Стервеллы де Виль, а в 1997—1999 годах на телеэкраны вышло более 60 серий мультипликационного сериала по мотивам оригинального полнометражного мультфильма. Оба полнометражных фильма — как анимационный, так и игровой — сопровождались сиквелами с использованием тех же персонажей: в 2000 году вышел игровой фильм «102 далматинца», а ещё через три года анимационный «101 далматинец 2: Приключения Патча в Лондоне». В 2019 году вышел новый британско-канадский анимационный сериал «Улица Далматинцев, 101».
По сюжету романа Смит также поставлен мюзикл, турне которого по США состоялось в 2010 году. Режиссёром-постановщиком мюзикла стал Джерри Закс, поставивший его «с точки зрения собак», для чего все исполнители «человеческих» ролей были поставлены на ходули, музыку написал бывший фронтмен рок-группы Styx Деннис де Янг. В 1990-е и 2000-е годы «Сто один далматинец» стал почвой для целого ряда пастишей. В их числе «Рождество Уиззера» Сью Кассирер (1997), «102 далматинца» Элис Даунс (2000) и серия книг Джуди Качке (2000—2002); на русском языке под псевдонимом Алекс Сименс вышли книги-продолжения Александра Семёнова «101 далматин и сокровища пиратов» и «101+1 далматин».